# 에드 헬름스
에드 헬름스(영어: Ed Helms, 1974년 1월 24일 ~ )는 미국의 배우 및 희극 배우이다. 더 데일리 쇼 위드 존 스튜어트의 리포터였으며 NBC의 시트콤 오피스의 앤디 버나드 역, 2009년 개봉한 영화 《더 행오버》의 스투 프라이스 박사 역으로 잘 알려져있다.

## 작품

### 작품명
| 연도 | 작품명                                     | 배역                 | 주석          |
| ---- | ------------------------------------------ | -------------------- | ------------- |
| 2004 | 《반대표: 바비 듀크스 이야기》             | 벙커 맥러플린        | 단역          |
| 2005 | 《좀비아메리칸》                           | 좀비 글렌            |               |
| 2006 | 《리틀 야구왕 앤디》                       | 호보 루이            | 목소리 출연   |
| 2007 | 《에반 올마이티》                          | 리포터               | 단역          |
| 2007 | 《아윌 빌리브 유》                         | 레온                 |               |
| 2007 | 《워크 하드: 듀이 콕스 스토리》            | 무대 매니저          | 조연          |
| 2008 | 《세미 프로》                              | 터틀넥               | 단역          |
| 2008 | 《쇼퍼홀릭》                               | 가렛 바튼            | 크레딧에 없음 |
| 2008 | 《미트 데이브》                            | 2호 - 두 번째 사령관 | 조연          |
| 2008 | 《해롤드와 쿠마 2: 관티나모로부터의 탈출》 | 번역가               | 단역          |
| 2008 | 《로어 러닝》                              | 모리스               | 조연          |
| 2009 | 《마누레》                                 | 쳇 피그포드          |               |
| 2009 | 《몬스터 vs 에이리언》                     | 뉴스 기자            | 목소리 출연   |
| 2009 | 《박물관이 살아있다 2》                    | "Daley Devices" 직원 | 크레딧에 없음 |
| 2009 | 《더 행오버》                              | 스투 프라이스 박사   | 주연          |
| 2009 | 《더 굿: 리브 하드, 셀 하드》              | 팩스턴 하딩          | 주연          |
| 2011 | 《시더 래피드》                            | 팀 립                | 주연, 기획    |
| 2011 | 《제프 후 리브스 앳 홈》                   | 팻                   | 조연          |
| 2011 | 《더 행오버 2》                            | 스투 프라이스 박사   | 조연          |
| 2012 | 《로랙스》                                 | 원슬러               | 주연          |
| 2020 | 《커피 & 카림》                            | 제임스 커피          | 주연, 제작    |

### 텔레비전
| 연도        | 제목                                   | 배역             | 주석                       |
| ----------- | -------------------------------------- | ---------------- | -------------------------- |
| 2002–2006   | 《더 데일리 쇼 위드 존 스튜어트》      | 리포터           | 480개 에피소드             |
| 2004        | 《못말리는 패밀리》                    | 제임스           | 게스트                     |
| 2004        | 《치프 시츠: 위드아웃 론 파커》        | 브래들리 월리스  | 2개 에피소드               |
| 2005        | 《라이즈 앤 더 와이브즈 위 텔 뎀 후》  |                  | TV쇼                       |
| 2005        | 《선데이 팬츠》                        | 닐 더 엔젤       | 게스트, 목소리 출연        |
| 2006        | 《콜버트 리포트》                      | 나레이터         | 게스트                     |
| 2006        | 《사무라이 러브 갓》                   | 사무라이 러브 갓 | TV 미니시리즈, 목소리 출연 |
| 2008        | 《업라이트 시티즌스 브리가드: 아스캣》 | 게스트 독백      | TV쇼                       |
| 2008        | 《어메리칸 대드!》                     | 미스터 버클리    | 게스트, 목소리 출연        |
| 2009        | 《패밀리 가이》                        |                  | 게스트, 목소리 출연        |
| 2006–오피스 | 《오피스》                             | 앤디 버나드      | 주연                       |
| 2011        | 《새터데이 나잇 라이브》               | 진행             | 701회                      |